# 폴 버드
폴 그레고리 버드(Paul Gregory Byrd, 1970년 12월 3일 ~ )는 미국의 전 프로 야구 선발투수로, 현재 애틀랜타 브레이브스 경기의 스포츠 방송인으로 밸리 스포츠 사우스이스트에서 활동하고 있다. 메이저 리그 베이스볼 (MLB)에서 1995년부터 2009년까지 투수로 활약하는 동안, 버드는 "야구에서 가장 착한 남자"로 알려져 있었다. 선수 경력 후반에 속임수와 추진력을 만들기 위해 팔을 앞뒤로 흔드는 구식의 20세기 초반 투구 동작을 개발했다. 버드는 그의 독특한 투구 방식으로 잘 알려지게 되었다.

## 고등학교, 대학교 및 마이너 리그
버드는 켄터키주 루이빌의 세인트 재비어 고등학교에서 고등학교 선수 생활을 했다. 원래 1988년 메이저 리그 베이스볼 드래프트 13라운드 (전체 332순위)에서 신시내티 레즈에 지명되었지만, 계약하지 않고 대학에 진학하기로 결정했다. 버드는 루이지애나 주립 대학교에 다니며 타이거즈 야구팀의 투수로 활약하여 1991년 칼리지 월드 시리즈에서 우승했다. 시즌 후, 1991년 메이저 리그 베이스볼 드래프트 4라운드 (전체 112순위)에서 클리블랜드 가디언스에 지명되었다. 버드는 클리블랜드의 마이너 리그 시스템에서 선수 경력의 첫 4시즌을 보냈으며, 1994년에 트리플-A에 도달했다. 1994년 11월 18일, 버드는 제리 디포토, 데이브 믈리키, 그리고 추후 지명 선수 (마이너 리거 헤수스 아수아헤)와 함께 뉴욕 메츠로 트레이드되었으며, 그 대가로 제레미 버니츠와 조 로아가 트레이드되었다.

## 메이저 리그

### 뉴욕 메츠
버드는 1995년 7월 28일 메츠에서 메이저 리그 데뷔전을 치렀다. 피츠버그 파이리츠와의 10대 9 승리 경기에서 2⁄3 이닝 동안 2안타 1자책점을 허용했다. 메츠에서의 첫 해에 17번의 구원 등판을 했으며 2승 0패 평균자책점 2.05를 기록했다. 1996년 버드는 메츠 불펜에서 계속 활약하며 38경기에서 1승 2패 평균자책점 4.24를 기록했다.

### 애틀랜타 브레이브스
1996년 11월 26일, 그렉 맥마이클과 맞트레이드되어 추후 지명 선수와 함께 애틀랜타 브레이브스로 트레이드되었다. 버드는 1997년 대부분의 시즌을 불펜에서 보냈지만, 7월 31일 플로리다 말린스를 상대로 첫 선발 등판을 했다. 6이닝 동안 1자책점을 허용하며 4개의 삼진을 잡는 좋은 투구를 했지만, 1대 0 패배로 패전 투수가 되었다. 31경기 (4선발)에서 버드는 4승 4패 평균자책점 5.26을 기록했다. 1998년 대부분의 시즌을 트리플-A 리치먼드 브레이브스에서 보냈으며, 17선발 등판에서 5승 5패 평균자책점 3.69를 기록했고, 애틀랜타에서는 한 번 등판했다 (평균자책점 13.50).

### 필라델피아 필리스
1998년 8월 14일, 버드는 필라델피아 필리스에 의해 웨이버 클레임되었다. 3일 후인 8월 17일, 랜디 존슨과 휴스턴 애스트로스를 상대로 필리스에서의 첫 선발 등판을 했다. 이 경기에서 4안타 1볼넷만 허용하며 6개의 삼진을 잡고 4대 0 승리에서 생애 첫 완봉을 기록했다. 다음 선발 등판에서 버드는 8월 22일 콜로라도 로키스를 상대로 또 다른 완투를 기록했다. 5안타 1자책점을 허용하고 4개의 삼진을 잡으며 6대 1 승리를 거두었다. 필리스에서 총 8번의 선발 등판에서 5승 2패 평균자책점 2.29로 시즌을 마쳤다.
1999년, 버드는 그의 선수 경력에서 유일하게 올스타전에 선정되었다. 32번의 선발 등판에서 15승 11패 평균자책점 4.60으로 시즌을 마쳤으며, 몸에 맞은 공 17개로 메이저 리그를 이끌었다. 버드는 2000년 시즌을 좋지 않게 시작하여 첫 9번의 선발 등판에서 1승 5패 평균자책점 7.86을 기록했다. 6월 2일, 트리플-A 스크랜턴/윌크스-배어 레드 배런스로 옵션되었다. 스크랜턴에서 3번의 선발 등판에서 2승 0패 평균자책점 1.73을 기록한 후, 6월 18일 앤디 애시비가 부상자 명단에 오르자 버드는 재소집되었다. 8월에 오른쪽 어깨 수술을 받고 시즌의 남은 기간 동안 결장했다. 17경기 (15선발)에서 버드는 2승 9패 평균자책점 6.51로 시즌을 마쳤다. 2001년 5월 27일 필리스로 돌아왔다. 버드는 그 해 팀에서 3경기 (1선발)에 출전하여 0승 1패 평균자책점 8.10을 기록했다.

### 캔자스시티 로열스
2001년 6월 5일, 버드는 호세 산티아고 투수와 맞트레이드되어 캔자스시티 로열스로 이적했다. 로열스 선발 로테이션에서 시즌을 마감하며 효과적으로 투구했으며, 16경기 (15선발)에서 6승 6패 평균자책점 4.05를 기록했다. 2002년, 100패를 기록한 로열스 팀에서 투구했음에도 불구하고 버드는 그의 선수 경력에서 최고의 시즌을 보냈다. 17승 11패, 평균자책점 3.90, 그리고 33선발 등판에서 아메리칸 리그 최다 7개의 완투를 기록하며 시즌을 마쳤다. 시즌 후, 자유 계약 선수가 되었다.

### 애틀랜타 브레이브스 (두 번째 계약)
버드는 2002년의 성공적인 시즌을 바탕으로 애틀랜타 브레이브스와 2년, 1000만 달러 계약을 체결했으며, 이는 2002년 12월 17일에 서명되었다. 2003년 7월 1일, 버드는 오른쪽 팔꿈치에 토미 존 수술을 받았다. 2004년에 성공적으로 복귀하여 19번의 선발 등판에서 8승 7패 평균자책점 3.94를 기록하며 시즌을 마쳤다. 또한 2004년 내셔널 리그 디비전 시리즈에서 브레이브스 소속으로 첫 포스트시즌 경기에 출전했으며, 부상당한 존 톰슨을 대신하여 1회에 등판한 후 3차전에서 패전 투수가 되었다. 총 두 번의 등판에서 버드는 0승 1패 평균자책점 6.35를 기록했으며, 브레이브스는 결국 휴스턴 애스트로스에게 5경기 만에 패배했다.

### 로스앤젤레스 에인절스 오브 애너하임
2004년 12월 14일, 애너하임 에인절스는 우완 투수 라몬 오티스를 신시내티 레즈로 트레이드한 후 버드와 1년, 500만 달러 계약을 체결했다. 버드는 2005년 31번의 선발 등판을 했고, 에인절스 소속으로 204+1⁄3 이닝 동안 12승 11패 평균자책점 3.74를 기록하며 시즌을 마쳤다. 아메리칸 리그에서 22개의 퀄리티 스타트로 2위에 올랐다. 2005년 아메리칸 리그 디비전 시리즈에서 버드는 뉴욕 양키스와의 3차전에서 32⁄3 이닝 동안 7안타 4자책점을 허용하며 고전했지만, 에인절스는 11대 7로 승리했다. 버드는 2005년 아메리칸 리그 챔피언십 시리즈에서 훨씬 더 좋은 활약을 펼쳤으며, 두 번의 선발 등판에서 1승 0패 평균자책점 3.38을 기록했다. 하지만 시카고 화이트삭스가 5경기에서 에인절스를 꺾었다.

### 클리블랜드 인디언스
2005년 12월 4일, 버드는 클리블랜드 가디언스와 2년, 1425만 달러 계약에 합의했다. 이 계약에는 2008년 구단 옵션이 포함되어 있었다. 2006년 클리블랜드에서의 첫 시즌에 31번 선발 등판하여 10승 9패 평균자책점 4.88을 기록했다.
2007년, 버드는 15승 8패 평균자책점 4.59를 기록했고, 31번의 선발 등판에서 2개의 완봉승으로 아메리칸 리그 공동 선두를 달렸다. 그의 승패 기록은 CC 사바시아와 파우스토 카르모나에 이어 인디언스에서 세 번째로 좋은 기록이었다. 10월 8일, 버드는 뉴욕 양키스와의 6대 4 승리 경기에서 승리 투수가 되어 2007년 아메리칸 리그 디비전 시리즈에서 인디언스가 3승 1패로 시리즈를 승리하는 데 기여했다. 버드는 10월 16일 보스턴 레드삭스와의 아메리칸 리그 챔피언십 시리즈에서 다시 투구했다. 5이닝 동안 2개의 자책점을 허용하고 4개의 삼진을 잡으며 인디언스의 7대 3 승리에서 승리 투수가 되어 7전 4선승제 시리즈에서 3대 1 리드를 잡았다. 레드삭스는 다음 세 경기를 모두 이겨 7경기에서 시리즈를 가져가 클리블랜드를 탈락시켰다. 11월 6일, 버드의 2008년 옵션이 행사되어 다음 시즌에도 클리블랜드에 남게 되었다.
버드는 2008년 시즌을 클리블랜드에서 22번의 선발 등판에서 7승 10패 평균자책점 4.53으로 시작했다.

### 보스턴 레드삭스
2008년 8월 12일, 버드는 클리블랜드에서 보스턴 레드삭스로 추후 지명 선수 (미키 홀)와 맞트레이드되었다. 시즌을 마감하기 위해 레드삭스에서 8번의 선발 등판을 했으며, 4승 2패 평균자책점 4.78을 기록했다.
시즌이 끝난 후 자유 계약 선수가 된 버드는 2009년 1월 14일, 가족과 더 많은 시간을 보내기 위해 2009년 시즌 초반에는 출전하지 않고 시즌 중반에 경쟁력 있는 팀과 계약할 가능성이 있다고 발표했다. 버드는 조지아주에 있는 자신의 집과 가까운 팀과 계약하고 싶다고 언급했다. 2009년 8월 5일, 레드삭스는 버드와 마이너 리그 계약을 체결했다. 2009년 8월 30일 토론토 블루제이스를 상대로 시즌 첫 메이저 리그 선발 등판을 했으며, 3안타 3볼넷을 허용하며 6이닝 무실점 투구를 했다. 7경기 (6선발)에서 버드는 1승 3패 평균자책점 5.82를 기록했다.

### 성장호르몬 논란
2007년 10월 21일, 버드는 샌프란시스코 크로니클로부터 인간 성장 호르몬 사용 혐의를 받았다. 이 신문은 그가 2002년부터 2005년까지 성장호르몬과 주사기에 24,850달러를 사용했다고 주장했다. 버드는 자신을 옹호하며 뇌하수체에 종양이 있어 치료를 받고 있었고 의료 감독 하에 약물을 복용했다고 주장했다. 이후 뉴스 보도에 따르면 버드는 뇌하수체 질환이 진단되기 전에 성장호르몬을 복용하기 시작했으며, 버드에게 성장호르몬을 처방한 의료 전문가 중 한 명은 사기와 무능으로 치과 면허가 정지된 플로리다 치과의사였다고 한다. 당시 MLB 비즈니스 및 노동 담당 선임 부사장이었던 롭 맨프레드는 버드가 주장한 치료 목적 면제 (TUE)를 받지 못했다고 주장했다.
2007년 12월 13일, 버드는 야구에서 불법적인 경기력 향상 물질 사용에 대한 미첼 보고서에서 언급되었다.

## 개인사
버드는 자신의 삶에 대한 책 『Free Byrd』를 썼으며, 그의 독실한 기독교 신앙과 포르노그래피와의 과거 투쟁 등을 자세히 다루고 있다. 버드의 아내 카임은 공인 라이프 코치로, 결혼한 운동선수들이 그들의 독특한 결혼 생활의 어려움을 극복하도록 돕고 있다. 폴의 도움으로 카임은 야구 선수 부부들을 대상으로 설문 조사를 실시하여 어려움을 겪는 가족들을 돕고 있다. 이 부부는 두 아들을 두었다. CRU라는 단체를 통해 폴과 카임은 현재 미국 전역의 여러 대학을 방문하여 학생들에게 "스포츠에서의 믿음"과 "직업 지배적인 생활 방식에서 결혼 생활을 유지하는 방법"에 대해 강연하고 있다.

## 방송 활동
2023년까지 버드는 밸리 스포츠 사우스이스트에서 애틀랜타 브레이브스 경기를 담당하는 TV 스포츠 방송인이었다. 칩 캐리와 제프 프랑코어와 함께 현장 인터뷰를 하고 분석적인 해설을 제공했다.
버드는 2025년 시즌에 브레이브스 방송팀으로 복귀했다.